# Lê Trung Tông (dynastie Lê postérieure)
 (octobre 2018).
Si vous disposez d'ouvrages ou d'articles de référence ou si vous connaissez des sites web de qualité traitant du thème abordé ici, merci de compléter l'article en donnant les références utiles à sa vérifiabilité et en les liant à la section « Notes et références ».
Lê Trung Tông (1535 - 24 janvier 1556), né sous le nom Lê Huyên, est le treizième empereur du Đại Việt (ancêtre du Viêt Nam) de la dynastie Lê. Il règne de 1548 à 1556. C'est le fils de Lê Trang Tông.

## Maire du palais
- Trịnh Kiểm